# Prevršac
Prevršac is een plaats in de gemeente Donji Kukuruzari in de Kroatische provincie Sisak-Moslavina. De plaats telt 159 inwoners (2001).